# Петко Колев (БКП)
Ген. Петко Николов Колев е български политик от БКП, партизанин и офицер от БНА.

## Биография

### Младежки години
Роден е на 11 ноември 1919 г. в новозагорското село Твърдица. Има завършен V клас. След 1945 г. завършва вечерно средното си образование след което бива изпратен да учи военно дело в Москва. Член е на БРП (т.с.) от 1941 г.
По време на Втората световна война преминава в нелегалност и от 14 ноември 1941 г. е партизанин в партизански отряд „Хаджи Димитър“. Бил е заместник-командир на партизански отряд „Петко Енев“. Участва в Съпротивителното движение по време на Втората световна война. Бие се срещу Нацистка Германия (1944), като пом.командир на 8-и дивизионен артилерийски полк, част от осма пехотна тунджанска дивизия. Награждаван е с орден „За храброст“, IV степен, 2 клас и съветски орден „Червена звезда“.

### Военна дейност
След 9 септември 1944 г. служи в БНА, където продължава да е пом.командир на артилерийския полк.
В периода 1972-1975 е Военен аташе в в Република Чехословакия
Военни звания
- Майор – 07.07.1947 г.;
- Подполковник – 30.04.1949 г.;
- Полковник – 14.04.1952 г.;
- Генерал-майор – МЗУК №380/30.08.1969